# 天津增廿五
狐狸座32，又名BD+27 3911，HD 199169、SAO 89272、HR 8008，是狐狸座的一颗恒星，视星等为5.01，位于銀經72.41，銀緯-10.8，其B1900.0坐标为赤經20h 50m 17.8s，赤緯+27° -10.8′ 38″。